# Flebotomia
A flebotomia é o processo de fazer uma punção em uma veia, geralmente no braço, com uma cânula com a finalidade de tirar sangue. O procedimento em si é conhecido como punção venosa, que também é usado para terapia intravenosa. Uma pessoa que realiza uma flebotomia é chamada de flebotomista, embora a maioria dos médicos, enfermeiros e outros técnicos também possam realizar uma flebotomia. Em contraste, a flebectomia é a remoção de uma veia.
As flebotomias que são realizadas no tratamento de algumas doenças do sangue são conhecidas como flebotomias terapêuticas. O volume médio de sangue total coletado em uma flebotomia terapêutica para um adulto é de 1 unidade (450-500 ml) semanalmente a uma vez a cada vários meses, conforme necessário.
A mais frequente utilização da flebotomia é destinada à inserção de um cateter em uma veia periférica, seja para a administração de fármacos em um paciente de difícil acesso venoso (dificuldade em puncionar veias), seja para a inserção de cateter até o coração, para monitorização da pressão venosa central em pacientes graves.
Alguns povos indígenas brasileiros praticavam a flebotomia furando a veia escolhida com pequena flecha afiada e impulsionada por diminuto arco. O sangue era sugado por chifre colocado sobre a veia aberta.

## Etimologia
Do em grego clássico: φλεβοτομία   (phlebotomia – phleb 'vaso sanguíneo, veia' + tomia 'cutting'), via Old French   (phlébotomie francês moderno). 

## Flebotomias
As flebotomias são realizadas por flebotomistas – pessoas treinadas para retirar sangue principalmente das veias para testes clínicos ou médicos, transfusões, doações ou pesquisas. O sangue é coletado principalmente através da realização de punções venosas, ou por meio de amostragem de sangue capilar com picadas nos dedos ou no calcanhar em bebês para a coleta de pequenas quantidades de sangue. As funções de um flebotomista podem incluir interpretar os exames solicitados, retirar sangue nos tubos corretos com os aditivos adequados, explicar com precisão o procedimento à pessoa e prepará-los adequadamente, praticar as formas de assepsia necessárias, praticar as precauções padrão e universais, restaurar a hemostasia do local da punção, orientando sobre os cuidados pós-punção, afixando tubos com etiquetas impressas eletronicamente e entregando as amostras ao laboratório. Alguns países, estados ou distritos exigem que os flebotomistas sejam licenciados ou registrados. 
A flebotomia terapêutica pode ser realizada no tratamento de algumas doenças do sangue (exemplo: hemocromatose, policitemia vera, porfiria cutânea tarda) e urticária crônica (em pesquisa).

### Austrália
Na Austrália, há vários cursos de flebotomia oferecidos por instituições de ensino, mas o treinamento geralmente é fornecido no local de trabalho. A qualificação primária mínima para flebotomistas na Austrália é um Certificado III em Coleta de Patologia (HLT37215) de uma instituição educacional aprovada.

### Reino Unido
No Reino Unido, não há exigência de possuir uma qualificação formal ou certificação antes de se tornar um flebotomista, pois o treinamento geralmente é fornecido no trabalho. O NHS oferece treinamento com certificação formal após a conclusão.

### Estados Unidos
A certificação estadual especial nos Estados Unidos é exigida apenas em quatro estados: Califórnia, Washington, Nevada e Louisiana. Um flebotomista pode se tornar nacionalmente certificado por meio de muitas organizações diferentes. No entanto, a Califórnia atualmente aceita apenas certificados nacionais de seis agências. Estes incluem a American Certification Agency (ACA), American Medical Technologists (AMT), American Society for Clinical Pathology (ASCP), National Center for Competency Testing/Multi-skilled Medical Certification Institute (NCCT/MMCI), National Credentialing Agency (NCA), National Healthcareer Association (NHA) e o National Phlebotomy Certification Examination (NPCE). Essas e outras agências também certificam flebotomistas fora do estado da Califórnia. Para se qualificar para um exame, os candidatos devem concluir um curso completo de flebotomia e fornecer documentação de experiência clínica ou laboratorial.

### África do Sul
Na África do Sul, as aprendizagens para se qualificar como Técnico de Flebotomia são oferecidas por muitas instituições de ensino públicas e privadas, bem como por academias privadas pertencentes a laboratórios de patologia (como Ampath Laboratories, Lancet, PathCare) e prestadores de serviços de saúde (como Netcare, South Serviço Nacional de Sangue Africano). Algumas das maiores redes de farmácias de varejo que oferecem serviços clínicos nas lojas (como Clicks, Dis-Chem) também oferecem treinamento para aspirantes a flebotomistas. A certificação pode ser obtida a partir de uma série de instituições de exame e teste. Para trabalhar como flebotomista na África do Sul, é necessário registro no Conselho de Profissões de Saúde da África do Sul (HPCSA).

### Brasil
Diploma em flebotomia e conhecimento das técnicas de punção.

## Tipos de tubos de amostra
| Tube cap color or type                    | Additive                                                                         | Usage and comments |
| ----------------------------------------- | -------------------------------------------------------------------------------- | --- |
| Blood culture bottle                      | Sodium polyanethol sulfonate (anticoagulant) and growth media for microorganisms | Usually drawn first for minimal risk of contamination. Two bottles are typically collected in one blood draw; one for aerobic organisms and one for anaerobic organisms. |
| Light blue                                | Sodium citrate (anticoagulant)                                                   | Coagulation tests such as prothrombin time (PT) and partial thromboplastin time (PTT) and thrombin time (TT). Tube must be filled 100%.                                  |
| Plain red                                 | No additive                                                                      | Serum: Total complement activity, cryoglobulins |
| Gold (sometimes red and grey "tiger top") | Clot activator and serum separating gel                                          | Serum-separating tube: Tube inversions promote clotting. Most chemistry, endocrine and serology tests, including hepatitis and HIV.                                      |
| Dark green                                | Sodium heparin (anticoagulant)                                                   | Chromosome testing, HLA typing, ammonia, lactate |
| Mint green                                | Lithium heparin (anticoagulant)                                                  | Plasma. Tube inversions prevent clotting |
| Lavender ("purple")                       | EDTA (chelator / anticoagulant)                                                  | Whole blood: CBC, ESR, Coombs test, platelet antibodies, flow cytometry, blood levels of tacrolimus and cyclosporin                                                      |
| Pink                                      | EDTA (chelator / anticoagulant)                                                  | Blood typing and cross-matching, direct Coombs test, HIV viral load |
| Royal blue                                | EDTA (chelator / anticoagulant)                                                  | Trace elements, heavy metals, most drug levels, toxicology |
| Tan                                       | EDTA (chelator / anticoagulant)                                                  | Lead |
| Gray                                      | - Sodium fluoride (glycolysis inhibitor) - Potassium oxalate (anticoagulant)     | Glucose, lactate |
| Yellow                                    | Acid-citrate-dextrose A (anticoagulant)                                          | Tissue typing, DNA studies, HIV cultures |
| Pearl ("white")                           | Separating gel and (K2)EDTA                                                      | PCR for adenovirus, toxoplasma and HHV-6 |

## História
Os primeiros "flebotomistas" usavam técnicas como sanguessugas e incisão para extrair sangue do corpo. A sangria era usada como um processo terapêutico e profilático, pensado para remover toxinas do corpo e equilibrar os humores. Embora os médicos realizassem a sangria, era uma especialidade dos cirurgiões barbeiros, o principal provedor de cuidados de saúde para a maioria das pessoas nas eras medieval e moderna.